# Яни
Я̀ни (на английски: Yanni), сценичен псевдоним на Я̀нис Хрисома̀лис (на гръцки: Γιάννης Χρυσομάλλης; р. 14 ноември 1954 в Каламата), е гръцки композитор, кийбордист, пианист и музикален продуцент.
Той използва това сценично кратко име още от дете. В основата на музиката му стоят джазът, класическата музика, софт рокът, както и уърлд музиката, които той смесва в предимно инструментални творби. Този жанр не е добре пригоден към комерсиалното поп радио и музикалните телевизионни канали, но Яни пробива в международния пазар, като изнася концерти на паметници със световно значение, както и като заснема клипове, излъчвани по масовите телевизионни канали.
Първият му концертен албум, Live at the Acropolis, издаден през 1994 г., произвежда второто най-добре продавано музикално видео (клип) за всички времена. Други исторически места, където Яни провежда концерти, са Тадж Махал в Индия, Забраненият град в Китай, Бурдж Халифа в ОАЕ, Кремъл в Русия, крепостта „Ел моро“ в Пуерто Рико, древният ливански град Библос, римският театър в Картаген, дворецът Лаксми Вилас в Индия и дори концертната зала „Роял Албърт Хол“ в Лондон.
Най-малко 14 от албумите на Яни стигат до първо място в класацията на списание „Билборд“ за „Топ албум в категория ню ейдж“, а два албума (Dare to Dream и In My Time) са удостоени с номинация за „Грами“. До края на 2011 г. Яни има сумарна концертна посещаемост от над 2 млн. души в повече от 20 страни по цял свят и натрупва над 35 платинени и златни албуми в цял свят. Осъществени са 20 милиона продадени бройки от албумите му. Композициите му често са показвани по комерсиални телевизионни предавания, основно като фон на спортни събития. Има зад гърба си записана филмова музика, както и музика за рекламата на „Бритиш Еъруейс“, която печели награда.
Яни популяризира съчетанието между електронни синтезатори и симфоничен оркестър в пълен състав. Назначава на работа музиканти от различни националности и внася известно количество екзотични инструменти, с които прави музика, наричана еклектичен фюжън от етно звуци. Среща се с хора от различни култури и е наричан „истински световен творец“, а музиката му отразява концепцията „един свят, един народ“.

## Биография и кариера

### Ранни години
Яни се ражда в семейството на Сотири Хрисомалис, банкер, и Триандафили Хрисомали (наричана накратко Фелица), домакиня. Проявява музикалната си дарба още в ранна възраст, като свири на пиано на 6 години. Родителите му го поощряват да учи както сам намери за добре и по свой си начин – без да има официално музикално образование. Самоукият музикант борави с т.нар. „музикален бързопис“, който развива като дете, вместо стандартния нотен запис.
На 14-годишна възраст Яни поставя национален рекорд за плуване на 50 метра свободен стил.
През ноември 1972 г. се премества да живее в САЩ, за да следва висшето си образование в Минесотския университет със специалност „Психология“, което започва от януари следващата година. Известно време се издържа като мияч на съдове в студентската столова. Години по-късно в автобиографията си обяснява, че ученето на английски го кара да прочита всеки абзац по няколко пъти, което му помага да запомни материала и да се справя добре на тестове. През 1976 година завършва със степен „бакалавър на изкуствата“.

### 1970-те години. Начало на музикалната кариера
През 1977 г. Яни се присъединява към минеаполиската рок група „Къмийлиън“, в чийто състав е основателят ѝ, барабанистът Чарли Адамс, който впоследствие става дългогодишен музикален сътрудник на Яни. След няколко турнета с „Къмийлиън“, продължили от 1980 до 1984 година, Яни се премества в Лос Анджелис, където започва да създава саундтракове.

### 1980-те години. Начало на самостоятелна кариера
През 1980 г. Яни записва и издава първия си самостоятелен албум, Optimystique, преиздаден през 1984 г. от „Атлантик Рекърдс“, а през 1989 г. – от „Прайвът Мюзик“.
През 1987 г. основава собствена група, с която започва да концертира през 1988 г. Групата се състои от пианиста и певец Джон Теш и барабаниста Чарли Адамс. С нея Яни промотира първите си албуми Keys to Imagination (1986), Out of Silence (1987) и Chameleon Days (1988). Бележит момент от турнето е изпълнение на Далаския симфоничен оркестър, който получава положителна оценка от критик към местния вестник „Далас Таймс Херълд“. През този период създава саундтраковете към редица филми: Steal the Sky (1988), Heart of Midnight (1988), I Love You Perfect (1989), She'll Take Romance (1990), When You Remember Me (1990), Children of the Bride (1990) и Hua qi Shao Lin (1994).

### 1990-те години. Международен пробив
Яни става известен за широката общественост благодарение на ноемврийския брой от 1990 г. на списание „Пийпъл“ и на участието си в „Шоуто на Опра Уинфри“ заедно с актрисата Линда Евънс, с която е във връзка от 1989 г.
Издаденият през 1992 г. албум Dare to Dream е първият албум на Яни, номиниран за „Грами“. Включената в него песен Aria, създадена въз основа на „Дуетът на цветята“ на Лео Делиб (от операта „Лакме“ от 1883 г.), е използвана в реклама на „Бритиш Еъруейс“, която ѝ носи известност. Вторият му номиниран за „Грами“ албум е In My Time от 1993 г.

#### Концерт при Акропола в Атина
За да промотира албума си In My Time, композиторът организира международно турне. В него е включена и родната му Гърция, в която се завръща за първи път от заминаването си в САЩ в края на 70-те години. На 23, 24 и 25 септември 1993 г. изнася три концерта в одеона на Ирод Атик в Атина заедно с Кралския филхармоничен оркестър под съпровода на иранско-американския диригент Шахърдад Рохани. Концертът от първата вечер е записан и през следващата 1994 г. е издаден като концертен албум под името Live at the Acropolis („На живо от Акропола“). Записан е и на лента и се продава на видеокасети. Това е първият концертен албум на музиканта. По повод 25 години от концерта през 2018 година албумът е преиздаден с ремастерирано звучене.

#### Концерти пред Тадж Махал в Индия и Забранения град в Пекин
През март 1997 г. Яни става един от малкото западни изпълнители, получили разрешение да изнесат концерт пред Тадж Махал в Индия. Два месеца по-късно през май става първият западен изпълнител, който изнася концерт в Забранения град в Пекин, Китай. Двата концерта са записани и издадени като втория концертен албум на музиканта, озаглавен Tribute, издаден през ноември 1997 г.
След борбата за получаване на разрешение да изнесе концерт пред Тадж Махал и Забранения град през 1997 г., след раздялата си с Линда Евънс в началото на 1998 г. и след изнасянето на дълго световно турне същата година Яни прави прекъсване в кариерата си. По-късно обяснява, че изпада в депресия и се връща при родителите си в Гърция за три месеца, преди отново да пътува по света. В продължение на две години не дава нито едно интервю. За този период Яни обяснява: „Пътувах. Исках да видя представите на другите хора за живота, да избягам от американската мечта“.

### 2000 – 2009 година
След двугодишното затишие в кариерата си Яни издава първия си студиен албум от 1993 г. насам – If I Could Tell You („Ако можех да ти кажа“) през 2000 г. От него са продадени 55 000 копия през първата седмица и се класира на 20-о място в класацията на „Билборд“.
Заедно със следващия му студиен албум от 2003 г., Ethnicity, е издадена и автобиографията му, Yanni in Words („Яни в думи“).
За първи път в кариерата си Яни включва вокалисти в композициите си в албума Yanni Voices, издаден през 2009 г. По него работи заедно с продуцента Рик Уейк.

### 2010 година – настояще
През тези години световните турнета на Яни включват концерти в над 30 страни, сред които (подредени по азбучен ред): Аржентина, Армения, Бахрейн, Беларус, Бразилия, България, Великобритания, Германия, Египет, Индия, Индонезия, Израел, Йордания, Канада, Катар, Китай, Коста Рика, Кувейт, Ливан, Мексико, Обединените арабски емирства, Оман, Панама, Полша, Румъния, Русия, Саудитска Арабия, САЩ (включително и Пуерто Рико), Сингапур, Тайланд, Тунис, Турция, Узбекистан, Украйна, Унгария, Чехия, Чили, Шри Ланка и Южна Корея.
Албумът му Mexicanisimo, издаден през ноември 2010 г. по случай 200 години от Мексиканската война за независимост и 100 години от Мексиканската революция, включва интерпретации на народната музика на Мексико, осъществени с мексиканската певица и актриса Лусеро.
През 2014 г. е издаден албумът Inspirato, включващ изпълнения по избрани композиции на Яни на различни вокалисти, занимавали се с опера. Повечето изпълнения са на италиански, но има и такива на испански и френски език. За създаването на албума композиторът работи заедно с тенора Пласидо Доминго и продуцента Рик Уейк. На 2 юни 2014 г. композиторът изнася първия си концерт в България, който се състои в „Зала 1“ на НДК.
На 30 и 31 октомври 2015 г. Яни изнася два концерта в близост до пирамидите и сфинкса в Гиза, с което прави първата си изява в Египет. Концертите включват фойерверки и съобщение от командира на Международната космическа станция Скот Кели. Концертите са записани в 4K резолюция и на 3 юни 2016 г. са издадени като концертен албум и концертен филм – The Dream Concert: Live from the Great Pyramids of Egypt („Концертът мечта: на живо от египетските пирамиди“).

## Дискография

### Студийни албуми
- 1984 – Optimystique
- 1986 – Keys to Imagination
- 1987 – Out of Silence
- 1988 – Chameleon Days
- 1989 – Niki Nana
- 1990 – Reflections of Passion
- 1991 – In Celebration of Life
- 1992 – Dare to Dream
- 1993 – In My Time
- 2000 – If I Could Tell You
- 2003 – Ethnicity
- 2009 – Yanni Voices
- 2010 – Mexicanisimo
- 2011 – Truth of Touch
- 2012 – My Passion for Mexico
- 2014 – Inspirato
- 2016 – Sensuous Chill
- 2020 – In His Purest Form

### Концертни албуми
- 1994 – Live at the Acropolis
- 1997 – Tribute
- 2006 – Yanni Live! The Concert Event
- 2012 – Live at El Morro, Puerto Rico
- 2016 – The Dream Concert: Live from the Great Pyramids of Egypt